# Умбське міське поселення
У́мбське міське́ посе́лення (рос. Умбское городское поселение) — адміністративне утворення у складі Терського району Мурманської області, Росія.

## Склад
До складу поселення входять такі населені пункти:
| Населений пункт | Населення, осіб (2010) |
| --------------- | ---------------------- |
| Олениця         | 27                     |
| Умба            | 5532                   |

| Мурманська область | Це незавершена стаття про Мурманську область. Ви можете допомогти проєкту, виправивши або дописавши її. |